# Andebol de Praia nos Jogos Mundiais
Este artigo traz os resultados do andebol de praia nos Jogos Mundiais.
O evento estreou nos Jogos em Akita, 2001, como um esporte de demonstração. Apenas em 2013, ele entrou no cronograma oficial dos Jogos.

## Masculino
| 2001 Detalhes | Akita     | Bielorrússia | Todos Contra Todos | Espanha | Brasil  | Todos Contra Todos | Irão     |
| 2005 Detalhes | Duisburg  | Rússia       | 2 – 0              | Espanha | Croácia | 2 – 1              | Alemanha |
| 2009 Detalhes | Kaohsiung | Brasil       | 2 – 0              | Hungria | Croácia | 2 – 0              | Omã      |
| 2013 Detalhes | Cali      | Brasil       | 2 – 0              | Rússia  | Croácia | 2 – 1              | Catar    |

## Feminino
| 2001 Detalhes | Akita     | Ucrânia | Todos Contra Todos | Alemanha | Brasil  | Todos Contra Todos | Japão              |
| 2005 Detalhes | Duisburg  | Brasil  | 2 – 0              | Hungria  | Turquia | 2 – 0              | Croácia            |
| 2009 Detalhes | Kaohsiung | Itália  | 2 – 1              | Croácia  | Brasil  | 2 – 0              | Macedônia do Norte |
| 2013 Detalhes | Cali      | Brasil  | 2 – 1              | Hungria  | Noruega | 2 – 0              | Taipé Chinesa      |

## Quadro geral de medalhas
| Ordem | País         | Medalha de ouro | Medalha de prata | Medalha de bronze |   |
| ----- | ------------ | --------------- | ---------------- | ----------------- | - |
| 1     | Brasil       | 4               | 0                | 3                 | 7 |
| 2     | Rússia       | 1               | 1                | 0                 | 2 |
| 3     | Bielorrússia | 1               | 0                | 0                 | 1 |
| 3     | Itália       | 1               | 0                | 0                 | 1 |
| 3     | Ucrânia      | 1               | 0                | 0                 | 1 |
| 6     | Hungria      | 0               | 3                | 0                 | 3 |
| 7     | Espanha      | 0               | 2                | 0                 | 2 |
| 8     | Croácia      | 0               | 1                | 3                 | 4 |
| 9     | Alemanha     | 0               | 1                | 0                 | 1 |
| 10    | Turquia      | 0               | 0                | 1                 | 1 |
| 10    | Noruega      | 0               | 0                | 1                 | 1 |

## Ver Também
- Campeonato Mundial de Beach Handball